# 熊谷町 (阿南市)
熊谷町（くまだにちょう）は、徳島県阿南市の町名。2014年3月31日現在の人口は163人、世帯数は59世帯。郵便番号は〒771-5171。

## 地理
阿南市の北部、那賀川の右岸に位置。西は吉井町、東は下大野町、北は中大野町、南は長生町に接する。農村地帯。平地も広く米作と裏作のビニールハウスによる野菜の促成栽培が行われる。
石灰岩の埋蔵量8,500万tの三角点鉱床がある。昭和60年に熊三農免道路が完成し、長生町との交通が便利になった。

### 河川
- 熊谷川

### 小字
| - 大谷 - 金ヤ - 熊谷 - 定方 - 正境 | - シル谷 - 原田 - 日瓜 - 丸山ノ下 - ヨノエ |  |

## 歴史
昭和33年の阿南市成立時に誕生した町名で、元は旧富岡町吉井の一部である。字熊谷・日瓜・正境・ヨノエ・大谷・原田・丸山ノ下・金ヤ・シル谷・定方などの地域に当たる。

## 施設
- 正八幡神社